# Coelioxys sakamotorum
Coelioxys sakamotorum är en biart som beskrevs av Nagase 2006. Coelioxys sakamotorum ingår i släktet kägelbin, och familjen buksamlarbin. Inga underarter finns listade i Catalogue of Life.